# August Kral
August Ritter von Kral (* 20. Juni 1869 in Braunau in Böhmen; † 12. Juni 1953 in Wien) war ein österreichischer Diplomat.
Kral trat 1894 in den diplomatischen Dienst Österreich-Ungarns ein und übernahm verschiedene Posten in Gesandtschaften im Osmanischen Reich und in Persien.
Bis 1914 war er Konsul in Skutari und Kommissär bei der internationalen Kontrollkommission für Albanien. Während der Bosnischen Annexionskrise war er damit betraut, die österreichischen Interessen gegenüber Serbien und Montenegro in Albanien durchzusetzen. Nach der Eroberung Montenegros und (Nord-)Albaniens im Februar 1916 durch die k.u.k. Armee wurde in den besetzten nördlichen zwei Dritteln von Albanien, das eigentlich kein Kriegsteilnehmer war, unter dem Vorsitz von Kral ein ziviler Verwaltungsrat eingerichtet. Auf Anregung Krals gründete Gjergj Fishta zusammen mit Luigj Gurakuqi die Albanische literarische Kommission für eine einheitliche albanische Orthographie.
Nach dem Ersten Weltkrieg war Kral von 1919 bis 1921 Generalkonsul in Hamburg, anschließend Gesandter in Sofia. Von April 1924 bis zu seiner Pensionierung im April 1932 prägte er als erster Gesandter der Republik Österreich in Ankara die Beziehungen seines Landes zu der Türkei. Mit seinem Buch Das Land Kamâl Atatürks prägte er auch nachhaltig die Wahrnehmung der neuen Türkei Atatürks im deutschsprachigen Raum. Er wurde am Wiener Zentralfriedhof bestattet.

## Werke
- Das Land Kamâl Atatürks. Der Werdegang der modernen Türkei. Braumüller, Wien 1935 (Übersetzungen ins Englische und Französische (und Türkische?)).